# Nassau Veterans Memorial Coliseum
Il Nassau Veterans Memorial Coliseum, conosciuto anche come Nassau Coliseum (o semplicemente The Coliseum), è un'arena coperta situata a Uniondale, New York, a Long Island. Dal 2018 fino al 2021 ha ospitato le partite dei New York Islanders della NHL, che era tornata dopo una quarantennale presenza nell'impianto dal 1972 al 2015, e ospita dal 2017 i Long Island Nets della NBA G League, squadra affiliata ai Brooklyn Nets che, nel 1974 e nel 1976 in ABA come New York Nets avevano vinto due Titoli guidati da Julius Erving.

## Storia
Il Coliseum venne inaugurato nel 1972 e sorge nell'area del Mitchel Field, dove in precedenza sorgeva una base militare.
In passato la struttura ha ospitato diverse squadre: i New York Saints della NLL nel periodo 1998-2003; nel 2007 si sono giocate qui quattro delle otto partite casalinghe dei New York Titans, anch'essa squadra di NLL, che giocò le altre quattro partite al Madison Square Garden di New York. Nel 2008, i Titans si sono definitivamente spostati al Madison Square Garden.
Precedentemente aveva ospitato anche i New York Arrows, successivamente New York Express, della Major Indoor Soccer League e i New York Nets, squadra della American Basketball Association e successivamente della National Basketball Association dal 1972 al 1977.
Nell'agosto 1988 il gruppo rock dei Pink Floyd eseguì qui il concerto del Delicate Sound of Thunder.
Il Nassau Veterans Memorial Coliseum ha ospitato diversi eventi della WWE, tra cui WrestleMania 2 nel 1986, SummerSlam 2002, The Great American Bash 2008 ed WWE Evolution. 
Sono state filmate qui alcune scene per il film del 2007 Scrivimi una canzone con Hugh Grant e Drew Barrymore.

## Rinnovamento
Il Coliseum è stata fino al 2015 la seconda arena più vecchia utilizzata da una squadra NHL (dietro al Madison Square Garden), ed aveva la capacità minore di tutte le arene NHL. Nel 2004 venne annunciato un piano per la ristrutturazione dell'arena, che prevedeva la costruzione di una elevata torre che avrebbe dovuto ricordare un faro, un nuovo stadio di baseball per partite delle serie minori, ristoranti e un nuovo hotel.
Il progetto, il cui costo totale era di circa 200 milioni di dollari, avrebbe anche dovuto portare al rinnovamento della zona esterna all'arena, con la sistemazione di alberi, fontane e altri elementi naturali che avrebbero rimpiazzato il cemento. Il 14 agosto 2007 venne annunciato un nuovo progetto che sostituì il precedente; l'inizio dei lavori non è previsto fino ad almeno alla metà del 2009. Dalla stagione NHL 2015-2016 gli Islanders giocano al Barclays Center.

## Curiosità
- Durante la striscia di quattro Stanley Cup consecutive vinte dagli Islanders nei primi anni '80, il Nassau Coliseum era orgogliosamente chiamato Fort Neverlose dai tifosi locali.
- I fan delle squadre rivali spesso usano il dispregiativo Nassau Mausoleum per descrivere lo stato di deterioramento dell'edificio.
- L'arena venne soprannominata Bust Palace nel 1972, a causa degli arresti per possesso di droga durante tutti i concerti rock tenuti nell'imipanto.